# Lac de Vaivre
Le lac de Vaivre, appelé également lac de Vesoul-Vaivre est un lac artificiel de 85 hectares situé sur le territoire de la commune de Vaivre-et-Montoille, dans l'ouest de l'agglomération de Vesoul, en Haute-Saône.
Creusé de 1976 à 1978 afin de dynamiser les activités de loisirs et de tourisme au sein de l'agglomération, le lac se développe rapidement dans les années 1980 avec l'ouverture d'une base de voile (1981), d'un camping (1982) et d'autres structures de loisirs. En 2011, les abords du lac (plage, parvis) sont rénovés et restructurés. En 2018, un jet d'eau est installé dans la partie centrale du lac afin d'améliorer son oxygénation.
Aujourd'hui, le lac est situé au centre d'une vaste zone de loisirs comprenant infrastructures de sport et de tourisme. Des manifestations sportives (triathlon de Vesoul, compétitions de pêche) ou encore culturelles (festivals, expositions de voitures) se déroulent chaque année au lac. Tous les ans, les feux d'artifice de la Fête Nationale y sont organisés. Le tour du lac fait 5 km.
Classé en zone naturelle d'intérêt écologique, faunistique et floristique, le lac de Vaivre est une réserve ornithologique et un site naturel protégé accueillant de multiples espèces d'oiseaux migrateurs. Depuis 2009, le site du lac de Vesoul-Vaivre bénéficie de l'agrément « Refuge LPO » de la Ligue pour la protection des oiseaux.

## Localisation

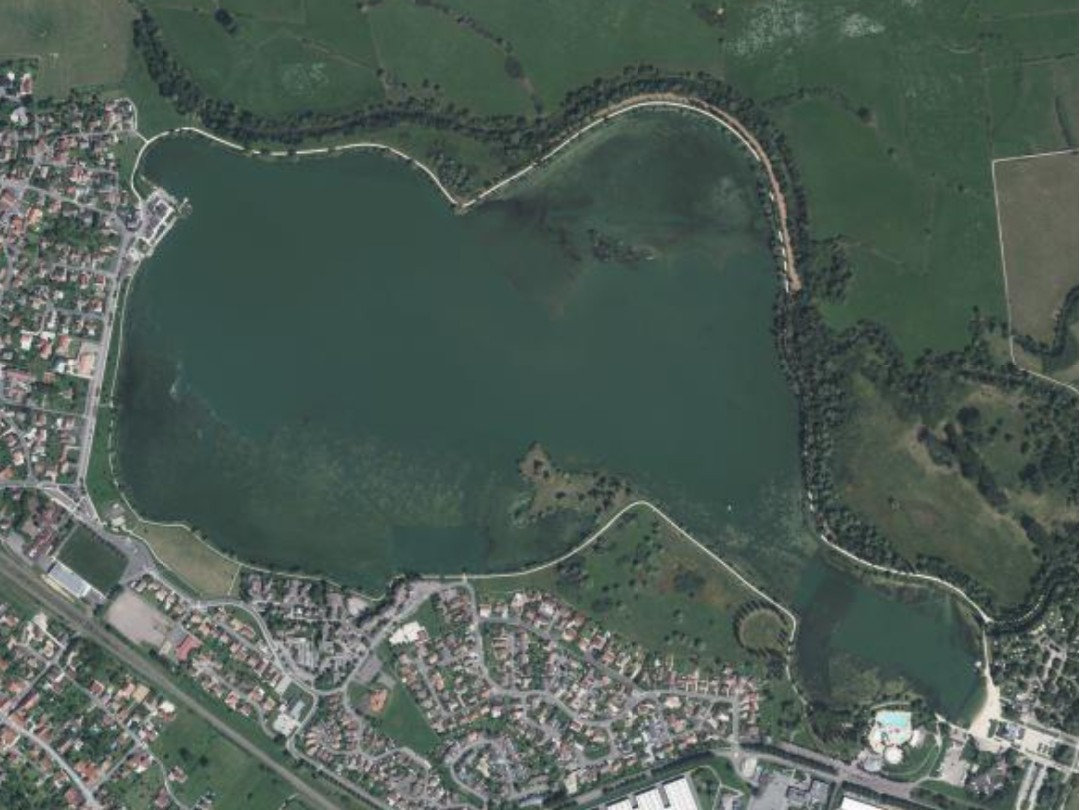
Image satellite du lac - années 2020

Le lac est situé dans l'agglomération ouest de la ville de Vesoul, dans le département de la Haute-Saône (Bourgogne-Franche-Comté). Il est situé entièrement sur le territoire de la commune de Vaivre-et-Montoille.
Le lac s'étend sur une surface de 85 hectares, soit l'équivalent de 120 terrains de football. L'altitude du plan d'eau oscille entre 210 et 214 mètres. Il a une longueur maximale de 1,75 kilomètre et une largeur de 1 kilomètre. Son tour fait environ 5 kilomètres.
Le sous-sol du lac est constitué d'alluvions fluviatiles actuelles et récentes, datant de l'Holocène. La présence de ces sédiments confirme la forte humidité du sol de la plaine contiguë au lac.
La rivière du Durgeon coule au nord du lac, depuis l'est. Ce cours d'eau est un affluent de la Saône, la quatrième rivière la plus grande de France, longue de 473 kilomètres et qui coule à une dizaine de kilomètres à l'ouest de Vesoul.
Le lac est desservi par plusieurs arrêts de bus du réseau de transports en commun Moova de la communauté d'agglomération de Vesoul, via les lignes   3   D3 .

## Histoire du lac

### Contexte du projet
Le lac fut aménagé de 1976 à 1978. Sa naissance est liée à l'extension de l'usine PSA de Vesoul. À partir des années 1950, la ville de Vesoul connait une forte période d'expansion. Le 1er janvier 1956, la société UDIME (Union des industries métallurgique de l'Est), une filiale des cycles Peugeot investit les édifices, couvrant une surface de sept hectares, de l'ancienne usine Dollé. De plus, de nombreuses zones d'activité comme les Rêpes et Poincaré sont aménagées en périphérie de la ville. L'arrivée de toutes ces entreprises oblige la municipalité à faire construire des quartiers, majoritairement constitués de grands ensembles comme le  Montmarin et le Grand-Grésil. C'est ainsi que la démographie passe de 12 000 habitants en 1954 à 20 000 en 1973.
En 1973, un document est élaboré par le groupement d'études et de programmation de la Direction départementale de l'Équipement (DDE). Il s'agit du schéma d'aménagement et d'urbanisme de la commune de Vesoul, qui a pour but de faire développer l'urbanisation de la ville-préfecture, en raison du fort développement économique que connaît la ville. Ce document comprend de multiples projets tels que la fondation de plusieurs zones d'habitation, d'axes routiers, ainsi que l'aménagement d'un lac au nord de l'usine PSA. En 1975, un contrat nommé « Vesoul ville moyenne » est lancé.

### 1975: Préparation des sols

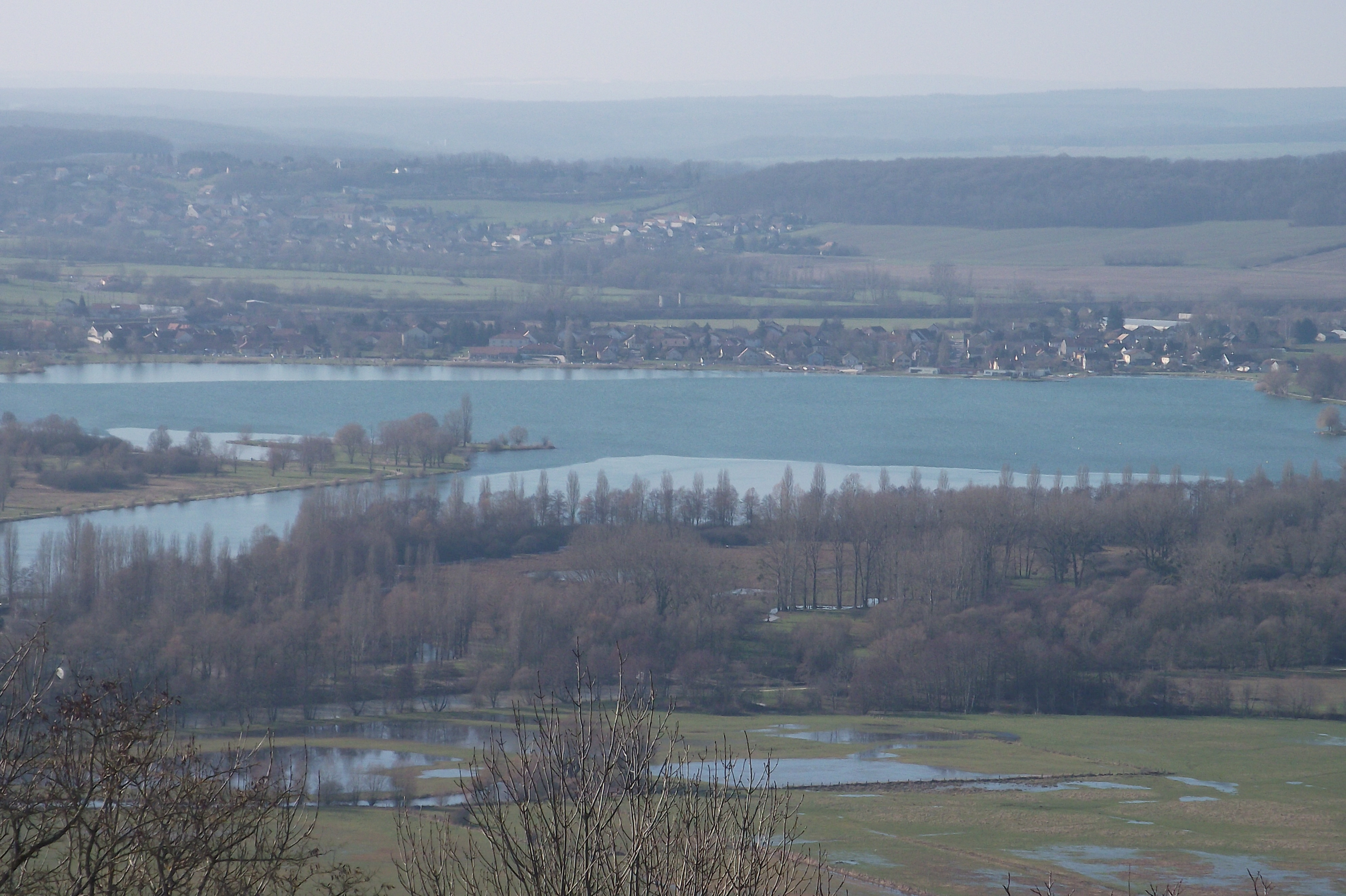
Le lac vue depuis La Motte.

Au cours des années 1970, l'usine PSA de Vesoul est en pleine période d'agrandissement. Pas moins de 150 hectares, localisé autour et le long de la ligne de chemin de fer Paris-Bâle, sont réservés pour l'éventuel construction d'ateliers par l'usine, site industriel qui s'inscrit dans l'accroissement de l'économie locale. Néanmoins, pour la construction d'ateliers de l'usine, il est nécessaire de remblayer les terrains pour surélever les futurs bâtiments, dans le but d'éviter les inondations. Pour acquérir ces remblais, une vaste excavation est réalisée au nord de l'usine, dans la zone marécageuse de la rivière du Durgeon.
Le DDE est autorisée à investir sur le projet Vesoul ville moyenne. Le dessin du lac est rapidement controversé par le public. C'est alors que ses initiateurs entreprennent une importante opération de communication en organisant des dizaines d'assemblées publiques pour expliquer aux municipalités du district urbain, l'intérêt de l'aménagement de l'excavation. Petit à petit, après moult concertations, le projet est de nombreuses fois modifié, pour être définitivement structuré. Les membres du district urbain de Vesoul n'acceptent pas la surface prévue originellement qui est de cent cinquante hectares, et accepte uniquement cent hectares pour l'aménagement du lac. Deux communes participent à ce projet : Vaivre-et-Montoille et Vesoul.
Jean-Marie Savet, chef du projet et membre de la DDE, s'informe préalablement en réalisant de nombreuses études sur des lacs artificiels français et en se renseignant sur les matériaux utilisés. Certains membres du district se rendent à Paris afin d'obtenir une participation financière de l'État. Nonobstant que le projet du lac soit mal perçu, le district réussit à avoir une contribution de l'ordre de 40 % du montant total du projet. Il s'ensuit de longues négociations avec les propriétaires des terrains (3 agriculteurs) du futur lac. Ceux-ci finissent, au bout du compte, par accepter le transfert de leurs fermes dans d'autres régions de France.

### 1976 - 1978: excavation du lac
Les travaux d'aménagement sont confiés à une société dijonnaise. Cette dernière est chargée d'extraire plus 1 million de m3 de terre. En 1976, le chantier a débuté. Cette année précisément, une sécheresse survient, ce qui facilita les travaux d'extraction. Au printemps 1978, se terminent les travaux d'aménagement. Le lac se remplit naturellement en 2 jours environ, notamment dû à la présence de la zone marécageuse du Durgeon, et à la fonte des neiges de l'hiver rigoureux qui précéda.
Le lac est, finalement, aménagé en contournant le Durgeon, pour éviter que l'alimentation de cette rivière n'engendre des problèmes liés aux alluvions.
Dès la fin des années 1970, une base de voile est aménagée. Jean-Marie Savet, chef du groupement d'études et de programmation, lança le projet de fondation de la première base du lac. Avec l'un de ses compères, Savet va même construire les premiers futurs bateaux du club (six dériveurs). Alors que le lac est en plein aménagement, un entrepreneur fabricant de charpentes métalliques du nom de Dalvard fournit un hangar temporaire à bateaux.

### Des années 1980 aux années 2000: aménagement de la zone de loisirs
En décembre 1981, une base de voile est construite, rive Ouest, par le district urbain de Vesoul. En 1982, un camping ouvre sur les abords du lac, rive Est.
Dès 1984, le triathlon de Vesoul est organisé au lac de Vaivre.

### Depuis les années 2000
En 2011, les abords du lac sont rénovés par le cabinet d'architecte Amoot-Lombard. En 2012, cette vaste rénovation est récompensée au Victoire d'or des victoires du Paysage 2012.
En août 2018, un jet d'eau est installé dans la partie centrale du lac. Avec une puissance de jet de 25 mètres de hauteur, ce dispositif sert notamment à améliorer l'oxygénation du lac en limitant le développement des cyanobactéries.
Aujourd'hui, le lac demeure un elément important de l'identité territoriale de l'agglomération vésulienne et un lieu prisé des habitants.

## Biodiversité

### Espèces animales

#### Oiseaux

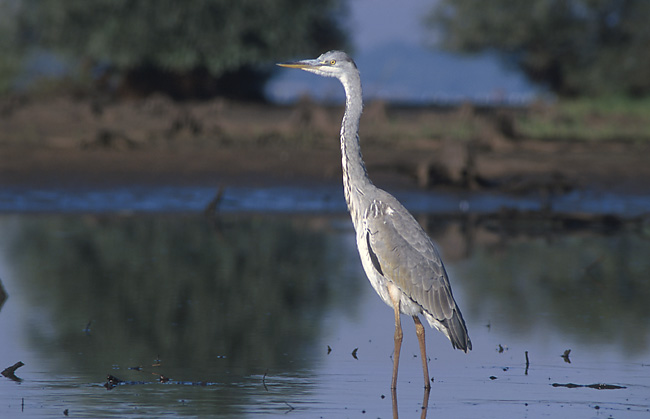
Un héron.

Le lac de Vaivre et ses abords abrite un riche échosysteme ornithologique. En effet, pas moins de 260 espèces de volatiles ont été observés depuis 1992, dont la plupart sont des migrateurs. Cette abondance d'oiseaux est notamment due à la présence de la plaine marécageuse située directement à l'est du plan d'eau. La présence du lac et de deux rivières (Durgeon et Vaugine), le tout situé au centre d'une zone marécageuse et fertile en fait de ce site un lieu remarquablement conservé, au vu de la fréquentation des espèces animales.
C'est une réserve ornithologique où s'arrêtent de nombreux oiseaux migrateurs : on y trouve des hérons, parfois des cigognes, des mouettes, des goélands, des sternes, des foulques et quelquefois des milans... Le râle des genêts et le courlis cendré y nichent. On dénombre également des espèces par dizaines comme l’étourneau sansonnet, l'hirondelle rustique, le martinet noir, la fauvette à tête noire, le pouillot véloce, le canard colvert, le cygne, la gallinule poule d’eau, la corneille noire, le pigeon ramier, le pinson des arbres et la mésange charbonnière, le rossignol philomèle et le merle noir. La majorité de ces espèces demeurent dans le secteur de l'île et de la presqu'île. Un observatoire de l'environnement a été construit dans le cadre d'un chantier de jeunes.
Pas moins de 29 espèces d'oiseaux dénombrés sur le site du lac de Vesoul - Vaivre sont classés dans la liste rouge de Franche-Comté, liste qui recense les oiseaux dont l'espérance de vie et remise en question, notamment à cause de l'activité humaine. Deux sont classées en voie d'extinction sur le site : l’hypolaïs ictérine et le râle des gênets.
Depuis 2009, le site du lac de Vaivre bénéficie de l'agrément « Refuge LPO » de la Ligue pour la protection des oiseaux. Ce label contribue partiellement à la protection de la biodiversité sur le site avec des règles instaurées telles que l'interdiction de la chasse et des produits chimiques.

#### Autres

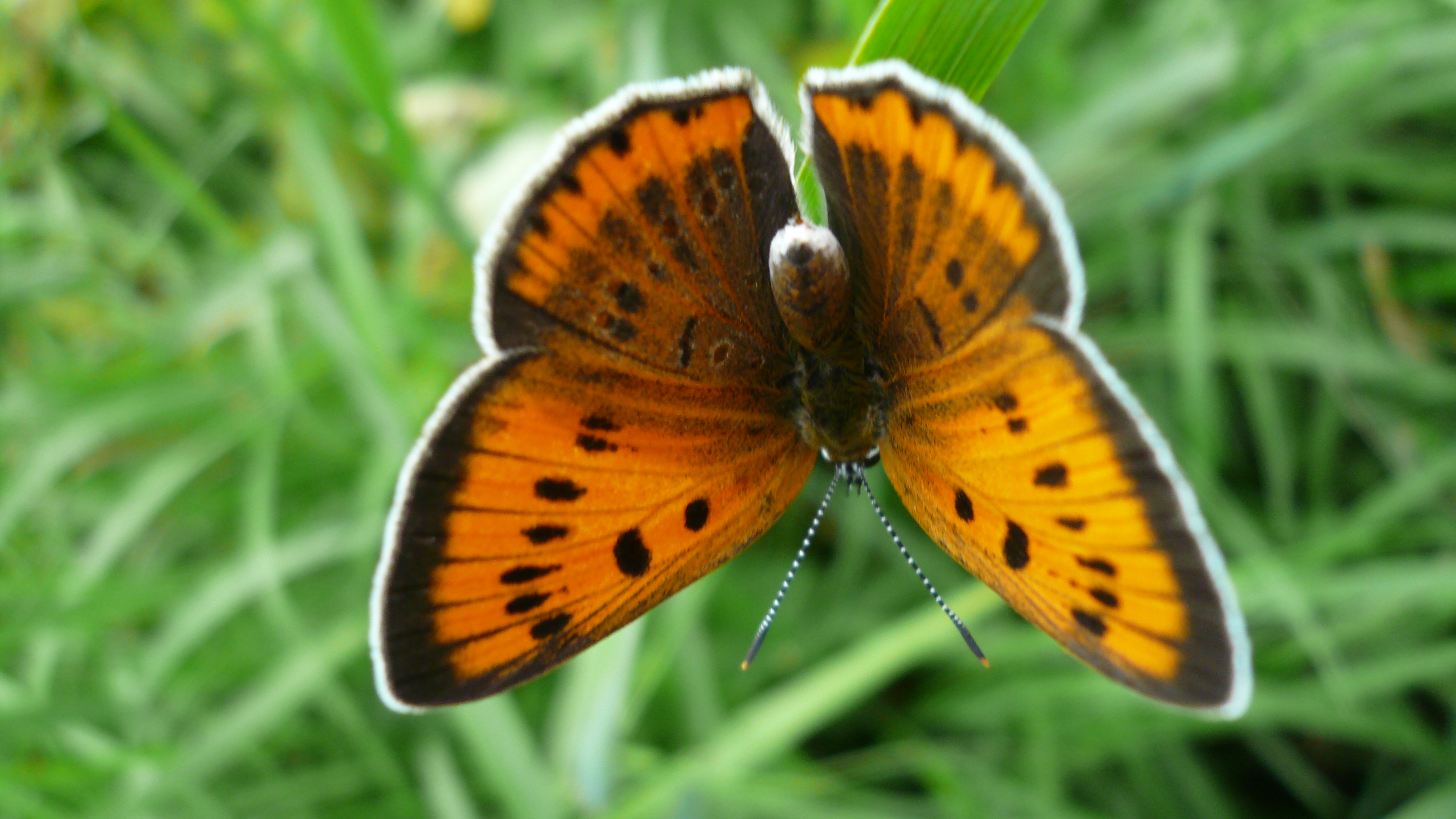
Le cuivré des marais.

En ce qui concerne les mammifères, il y a dix-neuf espèces qui sont présentes sur le lac et ses abords. Parmi ce total, on en trouve trois qui sont menacés sur le site : la belette d'Europe, la crossope aquatique et le putois d'Europe.
De même, on trouve douze espèces d'amphibiens et de reptiles divers tels que des grenouilles, tritons, crapauds, couleuvres, lézards et tortues. Le triton crêté et triton ponctué sont classées vulnérables dans la liste rouge de Franche-Comté.
Dans le lac, on distingue plusieurs types de poisson : carpes, anguilles, brochets, sandres, poissons-chats...
Des insectes sont évidemment présents sur le site du lac, dont six espèces remarquables. Au sein de ce groupe, on peut mentionner deux espèces particulières : le cuivré des marais (Lyceana dispar), de l'ordre des lépidoptères et l’agrion de mercure (Coenagrion mercuriale), de l'ordre des odonates (37 espèces appartenant à l'ordre des odonates sont recensées sur le lac). Également, est présent le conocéphale des roseaux (Conocephalus dorsalis), une sauterelle des zones humides, sur le site du lac de Vesoul - Vaivre. Parmi le reste des hexapodes notables présents, il y a de multiples types de libellules : l'agrion mignon (Coenagrion scitulum), l'agrion gracieux (Coenagrion pulchellum), l'Aeshne isocèle (Aeshna isoceles).

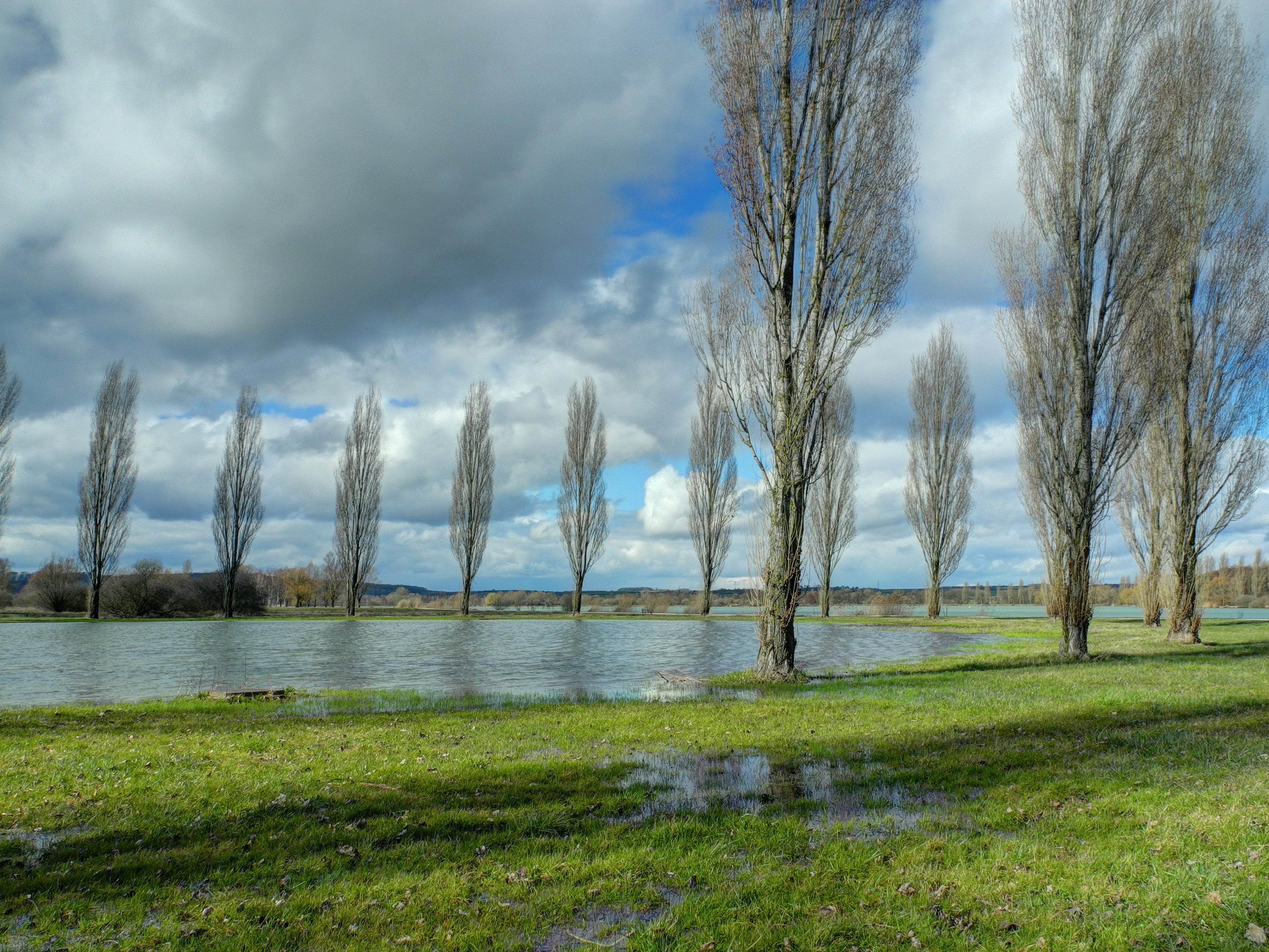
Des arbres au bord du lac.

### Espèces végétales
Pour la flore, on dénombre deux espèces principales qui s'y développent : la Tulipe sauvage (Tulipa sylvestris) et le Jonc fleuri (Butomus umbellatus).
La tulipe sauvage est présente dans plusieurs secteurs du lac. Nationalement protégée, cette plante fragile est surtout localisée à proximité du Durgeon. Quant au jonc fleuri, il est protégé sur le territoire régional. Un recensement réalisé en 2008 a permis d'identifier la présence du Pâturin des marais (Poa palustris), végétal qui est menacé dans la région.
Le lac est bordé par de multiples arbres d'alignement.

## Activités

### Sports et loisirs

#### Équipements sportifs

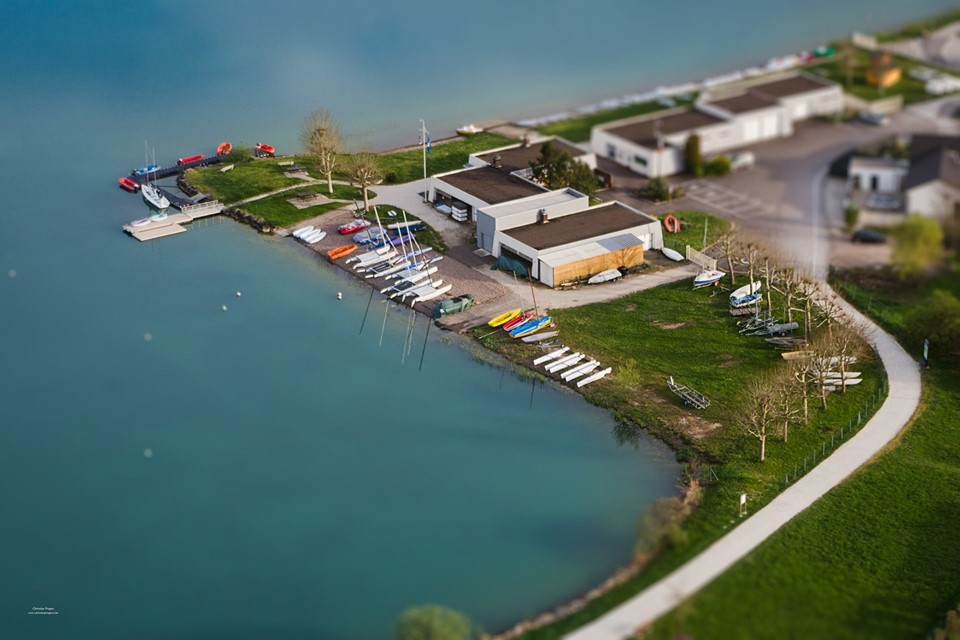
La base de voile.

Le lac compte une base de voile ouverte en 1981 et située sur la rive ouest du lac. Elle porte le nom de « Base de voile Jean-Marie-Savet » depuis le 8 juin 2013.
Elle possède trois bâtiments totalisant 633 m2 et entourés de 38 ares d'espaces verts. L'ensemble des installations nautiques du lac est gérée par la communauté d'agglomération de Vesoul.

#### Disciplines pratiquées

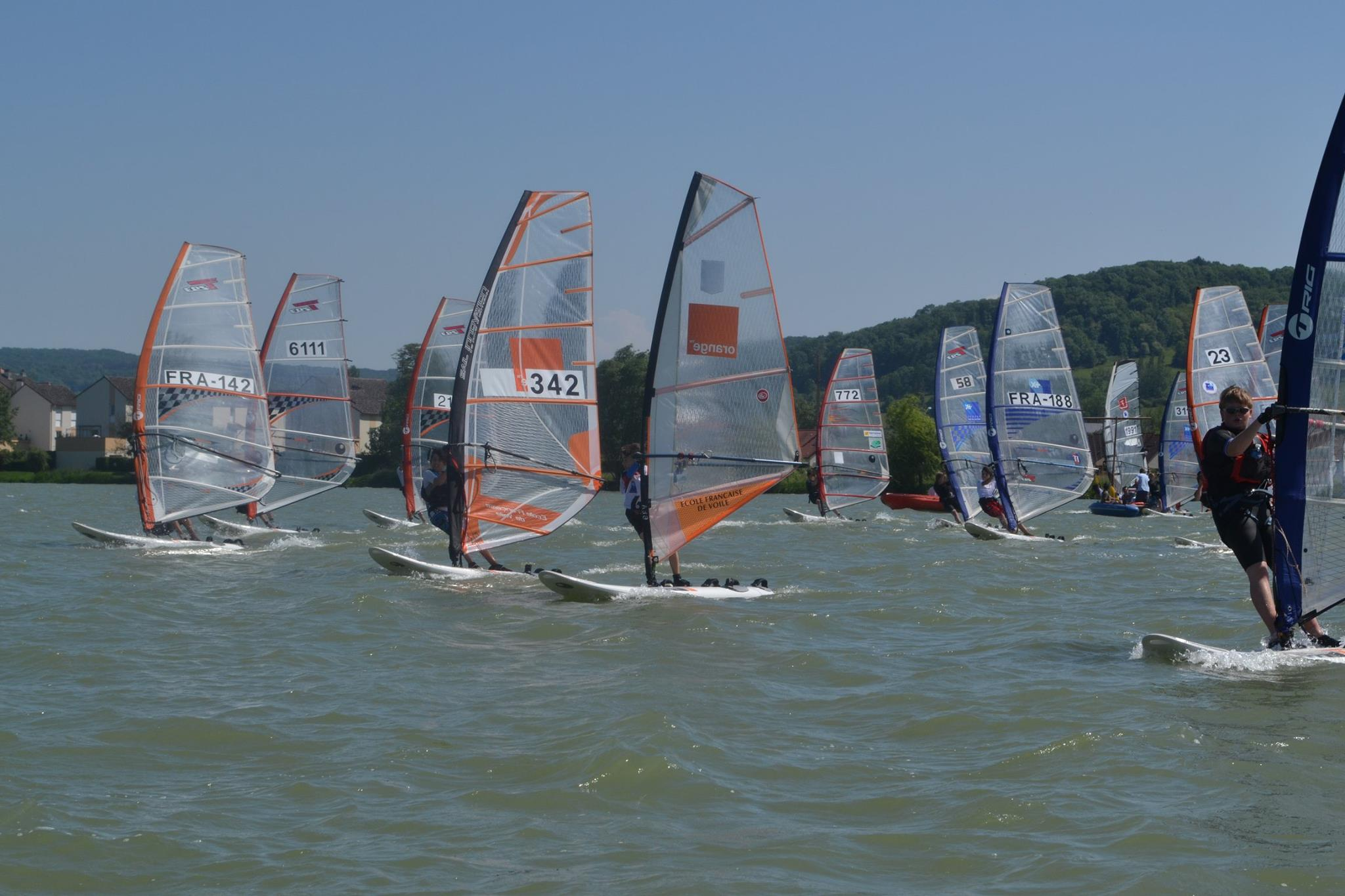
Des planches à voiles sur le lac.

Le lac de Vaivre fait office d'équipement sportif renommé, grâce notamment à sa diversité topographique. Ainsi de nombreux clubs sportifs viennent s'y entraîner ou organiser des compétitions.
À la base de voile, le « Club Nautique Haut-Saônois Vesoul », évoluant en première division nationale, fait partie de l'un des meilleurs club français. Créé à la fin des années 1970, le club réalise, au lac, des activités comme la voile, le windsurf, le paddle, l'aviron, l'handivoile, le kayak, le canoë kayak et le pédalo.
Il y a également d’autres clubs de sport de la ville qui s'entraîne au plan d'eau comme « Vesoul Marathon », club de pratique de course à pied et Vesoul Haute-Saône Orientation et Vesoul Vélo Evasionn, tous deux clubs de cyclisme. En effet, la pratique de la course et du vélo est faisable puisqu'un sentier de 5 kilomètres fait le tour du lac en longeant les berges, avec des zones de repos et des bancs, ainsi que des panneaux didactiques.
Toujours dans le domaine aquatique, plusieurs associations sportives interviennent sur la zone. La pêche est pratiquée au lac, uniquement dans certains secteurs, par de nombreux clubs dont La Gaule Vésulienne, le Club Carpiste et le Comité Départemental de Pêche. Aussi, le club « Vesoul Plongée Subaquatique » (VPS) y propose des cours de plongée sous-marine.
Le Groupe Triathlon Vesoul Haute-Saône, un club sportif de pratique du triathlon et du duathlon, s'entraîne au lac de Vaivre. Fondé en janvier 1996, le club compte une équipe masculine qui évolue en première division nationale (élite). Actuellement, le club compte plus d'une centaine de licenciés.
On y trouve également des associations concernant l’environnement tel que Haute-Saône Nature Environnement et la Ligue pour la protection des oiseaux.

#### Compétitions
Plusieurs associations et clubs organisent des compétitions sportives dans la zone du lac. Parmi les événements les plus importants, il est organisé le Triathlon de Vesoul. Il s'agit d'un ensemble d'épreuves de triathlon qui sont organisées chaque année et qui nt plus de 1 200 amateurs et professionnels, lors de chaque édition. Également, des petits marathons se déroulent autour du lac.
Des concours de pêche sont régulièrement organisés au lac de Vaivre, par le comité départemental de pêche de Haute-Saône.

### Tourisme

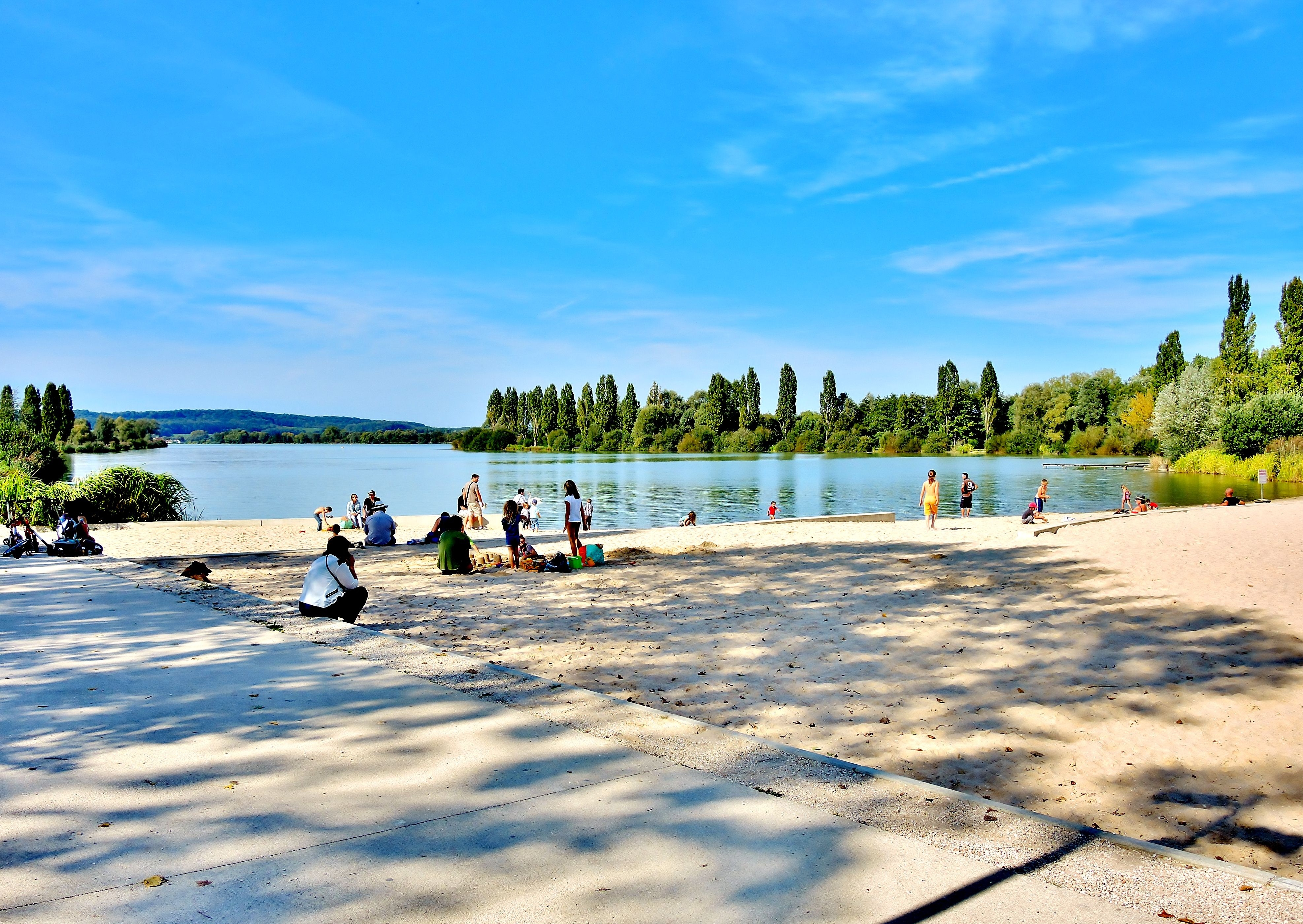
La plage - Rive Est.

Le lac de Vesoul - Vaivre est un lieu très fréquenté durant le printemps et l'été.
De nombreux touristes, arrivant principalement d'Angleterre, d'Allemagne et des Pays-Bas, viennent séjourner au Camping international du lac, vaste structure ouverte en 1982. Couvrant une surface de plus de 4 hectares, le camping est composé de 160 emplacements, de plusieurs dizaines de chalets et de bungalows ainsi que de plusieurs sites de jeux tels que des tables de ping-pong, des terrains de pétanque, des terrains de volley-ball... Possédant 3 étoiles, il est géré par la Communauté d'agglomération de Vesoul qui en a confié le développement commercial à une entreprise sociétaire,.
Deux restaurants sont situés de part et d'autre du lac, l'un sur la rive est et l'autre sur la rive ouest.
Le lac dispose aussi d'une plage surveillée, qui a été restructurée, à l'initiative de la communauté d'agglomération de Vesoul. Son importante rénovation lui a même permis d'être nommé « Victoire d'or des victoires du Paysage 2012 », portant sur le projet paysager « La requalification et l’aménagement des abords du lac de Vesoul/Vaivre », dans la catégorie Collectivités « Espace à dominante naturelle».

### Festivités

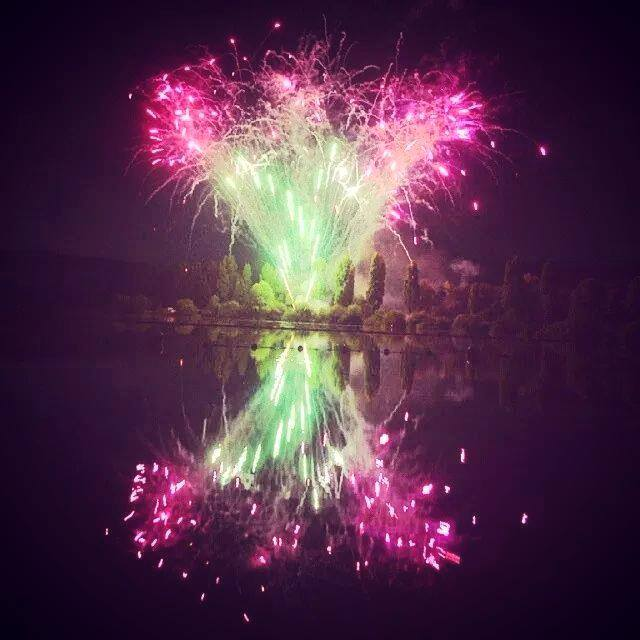
Les feux d'artifice du lac.

De multiples événements culturels et festivals sont organisés régulièrement au plan d'eau de Vaivre.
Le lac de Vaivre accueille tous les deux ans en juillet l'un des plus grands rassemblements de Volkswagen Coccinelle et dérivés de France : la Cox Party. En 1990 à Vesoul, des passionnés de la Coccinelle décident de créer l’association « Seventy’s Käfer Team ». Fondé en 1993, l'événement expose plus de 600 voitures venant de toute l'Europe et réunit plus de 5 000 visiteurs,,.
Une édition du Festival de l'élevage s'est déroulée sur les abords du lac de Vaivre. Créé en 2009, ce festival annuel dure 2 jours, expose plus de 200 bovins, accueille plusieurs milliers de visiteurs et présente des nouvelles technologies en matière d'élevage d'animaux,.
Tous les ans, les feux d'artifice du 14 juillet y sont organisés par la ville de Vesoul.